# 귀인역
귀인역(貴仁驛)은 조선민주주의인민공화국 자강도 자성군 귀인리에 위치한 북부내륙선의 역이다. 자성군에서 가장 동쪽에 있다.

## 연혁
- 1988년 8월 3일 : 자성 - 후주청년 구간 개통과 함께 영업 개시[1][2]